# Лорес, Юрий Львович
Ю́рий Льво́вич Ло́рес (29 октября 1951, Клязьма, Московская область) — советский и российский поэт, автор и исполнитель песен.

## Биография
Юрий Лорес родился 29 октября 1951 года в посёлке Клязьма Московской области. Окончил Московский геологоразведочный институт имени Орджоникидзе (1974), до 1986 года работал по специальности.
Первые стихи — 1963 год, первая песня — «Букет осенних листьев» 1968 года, первый фестиваль — Лефортово-73, первая сольная программа — 1976 года в клубе «Восток» (Ленинград).
В 1977—1979 годах Ю. Лорес — лауреат многочисленных в то время фестивалей и конкурсов самодеятельной песни в различных городах СССР.
В 1982 году Ю. Л. Лорес подвергся «профилактированию» в КГБ, которое закончилось негласным запретом на выступления в залах. 1982—1985 годы — время домашних концертов.
В 1986 году Ю. Л. Лорес совместно с подполковником запаса С. В. Гремяко создаёт творческое объединение «Театр авторской песни» (в котором С. В. Гремяко был директором в 1986—1987 годах), работавшее до 1989 года в ДК имени Зуева города Москвы, известное в дальнейшем как «Первый круг», в которое входили Александр Мирзаян, Владимир Бережков, Виктор Луферов, Михаил Кочетков и другие авторы.
В 1989—1992 годах Ю. Лорес — актёр киевского театра-студии «Академия» и преподаватель курсов авторской песни в Институте повышения квалификации работников культуры (г. Киев).
В 1993—1995 годах — художественный руководитель Мастерской авторской песни при РАТИ (ГИТИС).
В 1993 году Ю. Лорес совместно с оркестром под управлением Михаила Безверхнего выпустил грампластинку «Шёл день шестой», а в 1994 году вышла книжка стихов «Шиповник, или Фантазия с падающей вилкой».
В настоящее время Юрий Лорес — автор около 500 стихотворений и песен, член Союза писателей и Литфонда России, член-корреспондент Академии Поэзии, режиссёр-педагог по мастерству актёра.

## Дискография
- Грампластинка «Шёл день шестой» (стихи и песни). фирма «Мелодия», Москва, 1993 год.
- Аудиокассета «32 избранные песни», издательство «Восточный ветер», Москва, 1997 год.
- Компакт-диск «Из Авиньона в Иерусалим», фирма «Disk-Maker’s», США, 1999 год.
- Компакт-диск «Шёл день шестой», фирма «Мороз-рекордз», Москва, 2001 год.
- Компакт-диск «Ты была в ту ночь прозрачной…», 2001 год
- Компакт-диск «Мы сами себе сантехники», 2001 год
- Компакт-диск «Сорок лет пути», США, 2009 год

## Награды
- Почётная грамота Московской городской думы (25 ноября 2020 года) — за заслуги перед городским сообществом[1]

## Литература

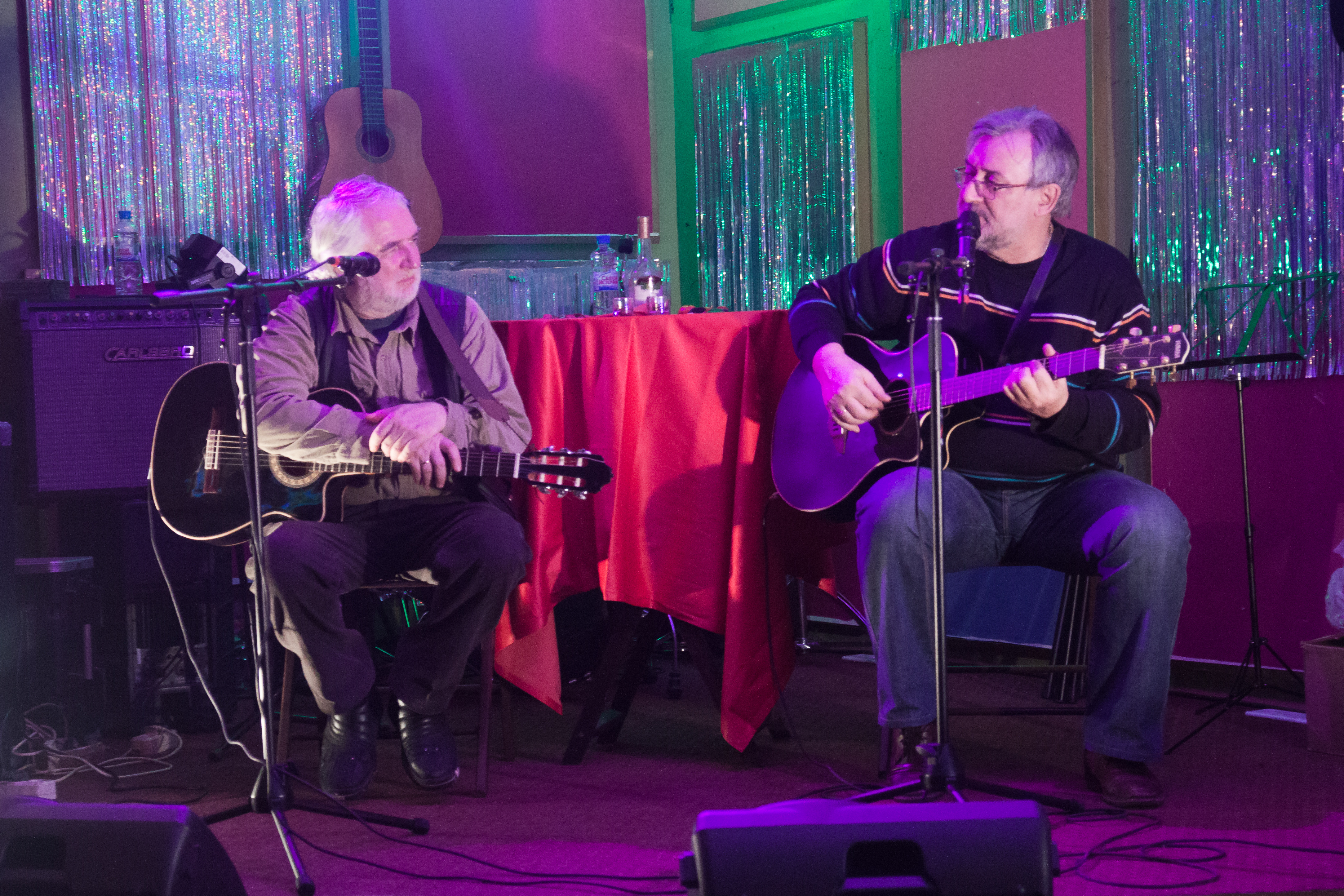
Совместное выступление с Сергеем Матвеенко, 2016